# Michal Lukačín
Michal Lukačín (* 8. Februar 1973) ist ein slowakischer Damenhandballtrainer.
Der frühere Handballspieler startete bereits mit 27 Jahren seine Trainerlaufbahn. In der Saison 2002/03 erreichte er den Meistertitel der Republik mit der slowakischen Damenmannschaft HK Iuventa Michalovce und in der 2005/06 mit dem tschechischen Club HC Veseli nad Moravou. In der Saison 2007/08 war er Trainer des deutschen Damen-Bundesligisten DJK/MJC Trier. Zur Spielzeit 2008/09 übernahm er erneut das Traineramt beim slowakischen Damen-Erstligisten Iuventa Michalovce.
In der Saison 2010/11 und 2011/12 war er Trainer der slowakischen Damenmannschaft HK Slovan Duslo Šaľa, mit der gewann er zwei Silbermedaillen in der Slowakischen Landesmeisterschaft.
In der Saison 2012/13 wurde er Trainer des deutschen Zweitligisten SV Union Halle-Neustadt. Dort wurde er im Januar 2014 beurlaubt.